# 広沢の池

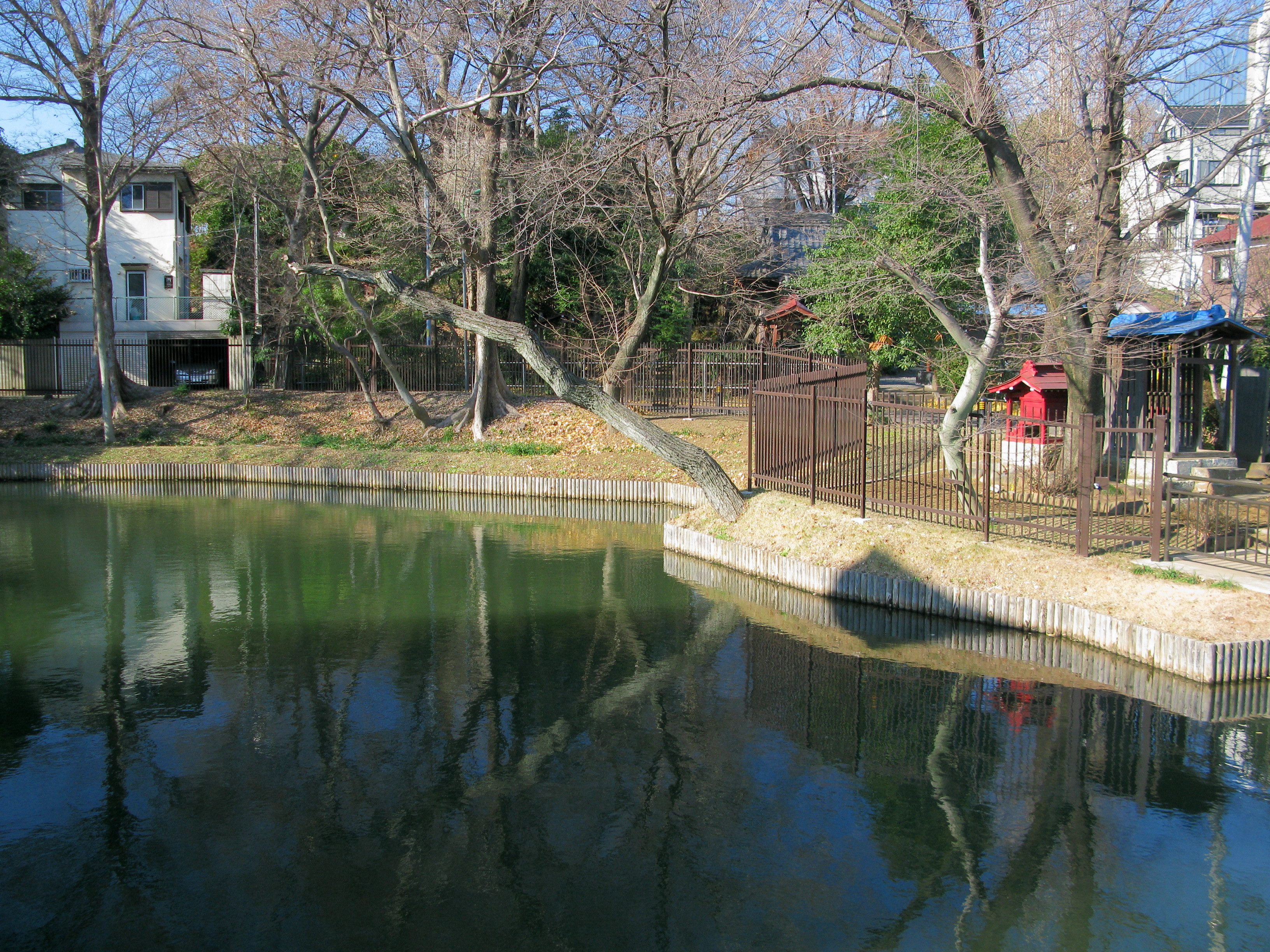
広沢の池（2011年12月）

広沢の池（ひろさわのいけ）は埼玉県朝霞市栄町にある湧き水を水源としたため池である。
池とその周辺は朝霞市の市指定文化財（史跡）に指定されている。

## 概要
広沢の池は武蔵野台地の谷部に位置し、池の北西から南西にかけて急峻な斜面に接している。
東西50メートル、南北25メートルほどの自然湧水による池で、水深は護岸下でおよそ2メートルである。
文政年間に書かれた文献「新編武蔵風土記稿」によれば、南東に位置する七ツ釜とともに越戸川の主要な水源であり、根岸台新倉の水田の灌漑用水として利用されていた。
近年は富栄養化が確認されており、朝霞市によって井戸水を補給し水質を維持しているが、特に水質汚濁が問題になる水準ではない。

## 周辺
- 朝霞中央公園
  - 朝霞中央公園野球場
  - 朝霞中央公園陸上競技場
- 朝霞中央公民館
- 朝霞市立図書館
- 広沢観音堂